# Ötztaler Freilichtmuseum

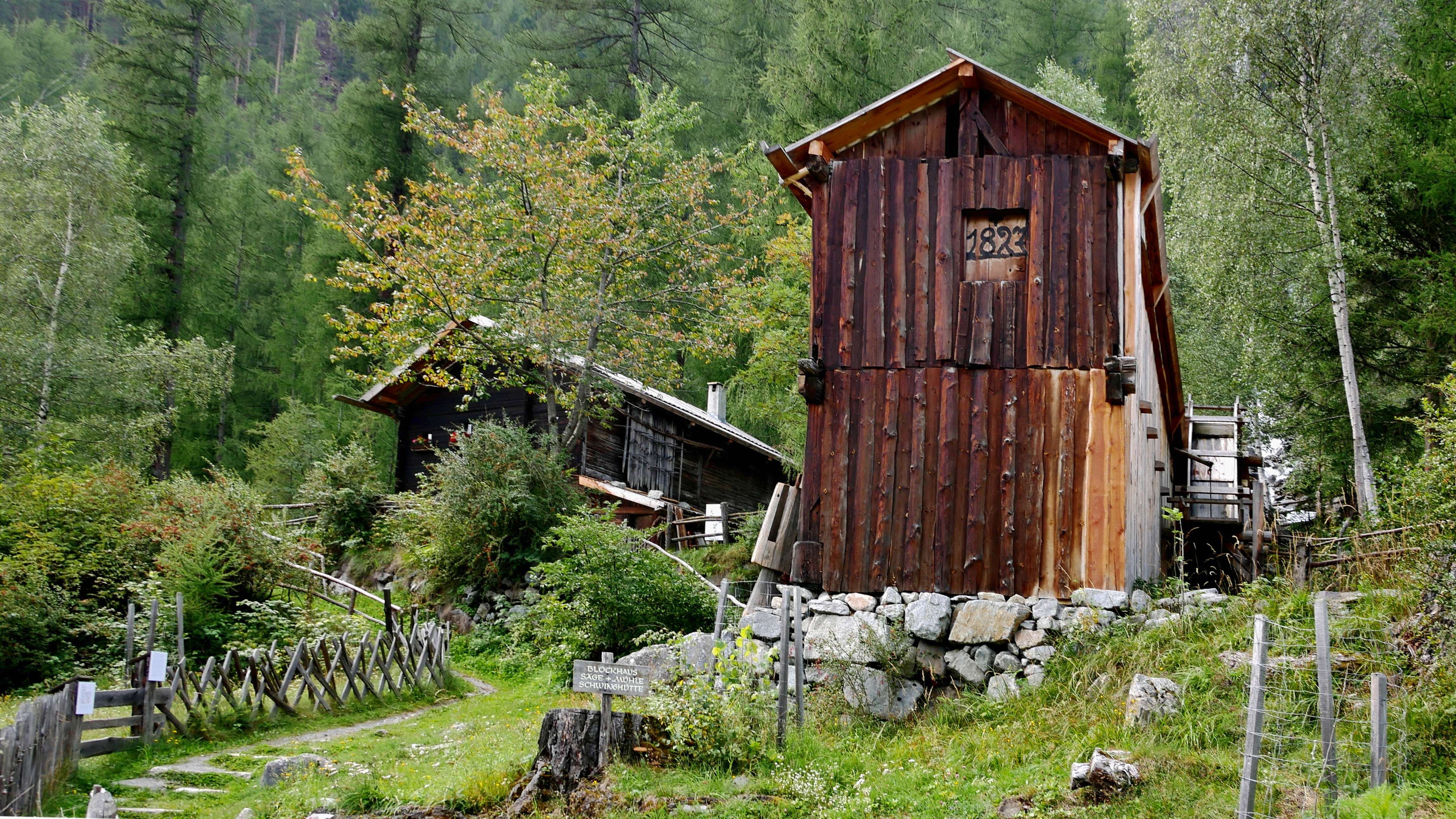
Blockhaus (links) und Säge

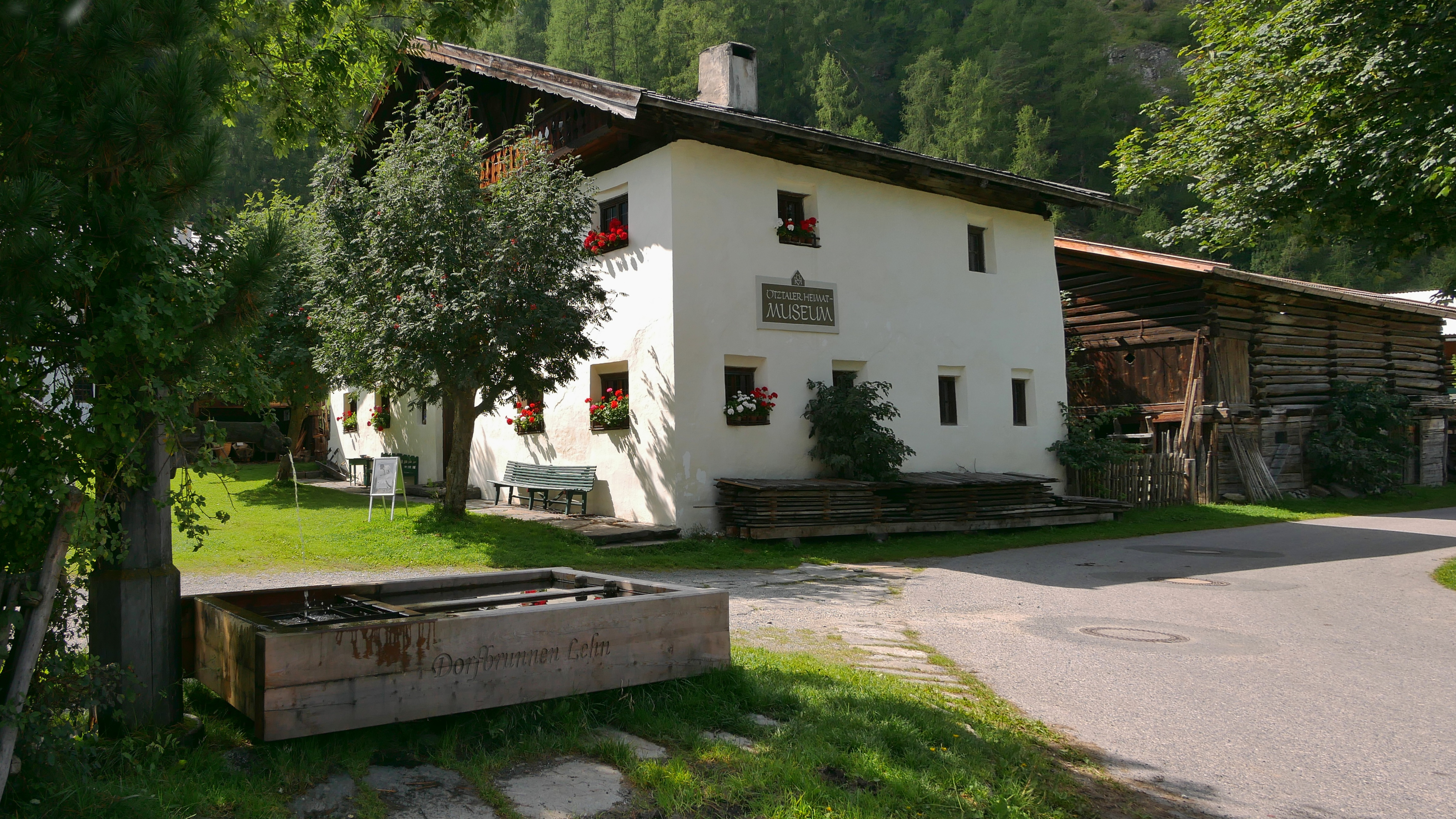
Hauptgebäude und Stadel

Das 1979 eröffnete Ötztaler Heimat- und Freilichtmuseum ist ein kleines Freilichtmuseum in Längenfeld, Österreich. Sein Arbeitsgebiet ist das Ötztal in Tirol. Im Museum befinden sich zwei in situ erhaltene historische Bauernhöfe mit Nebengebäuden und mehrere an einem Mühlbach aufgereihte technische Gebäude. Träger des Museums war der Ötztaler Heimatverein, seit 1. Jänner 2019 ist es in die Ötztaler Museen GmbH eingegliedert.

## Hauptgebäude mit Nebengebäuden

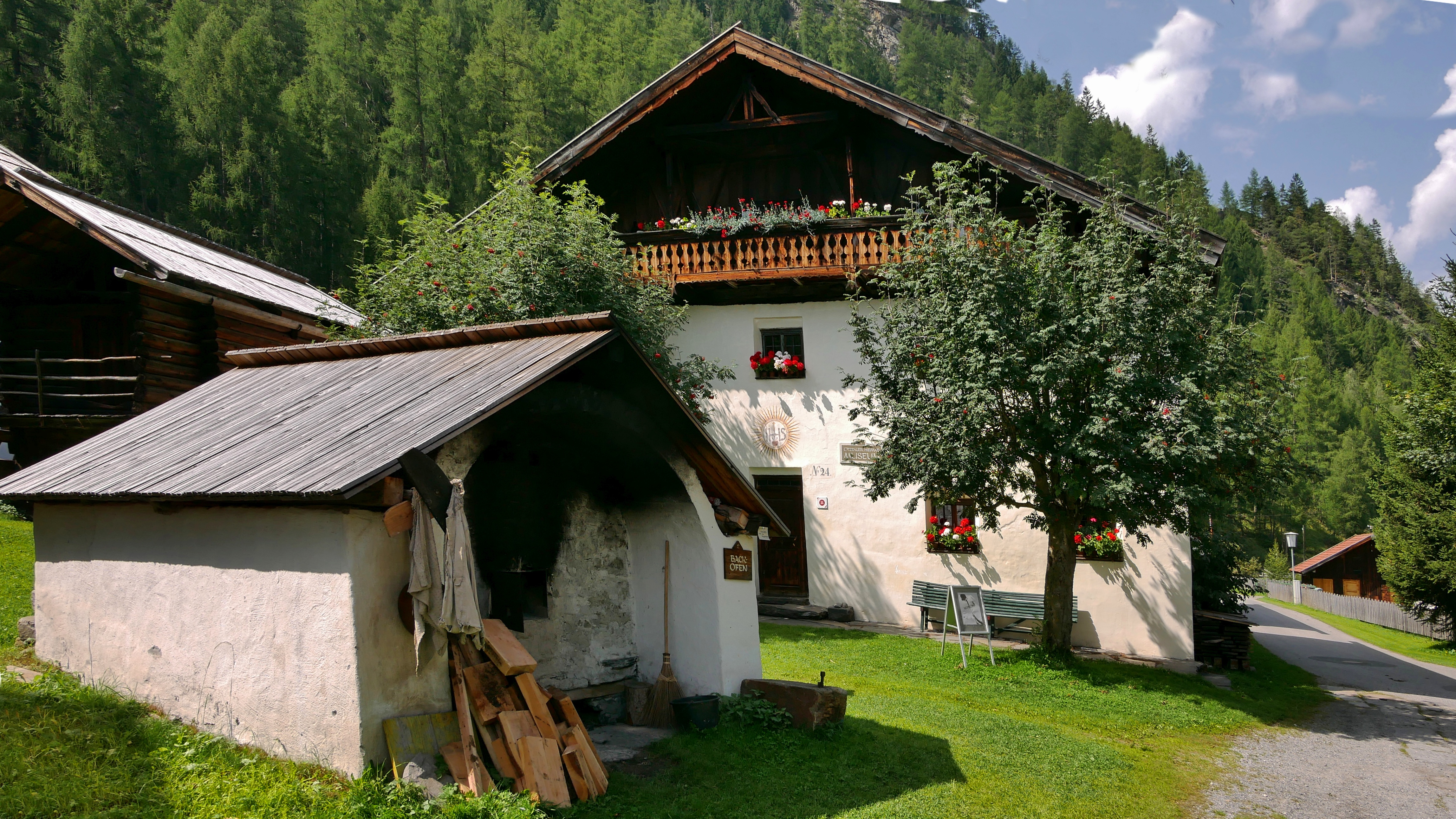
Hauptgebäude und Backofen

Hauptgebäude des Museums ist ein in situ erhaltenes Mittelflurhaus aus dem 17. Jahrhundert, das bis 1966 bewohnt war. Es ist im Stil um 1900 eingerichtet. Im Dachgeschoß befindet sich zudem ein Raum für Sonderausstellungen. Vor diesem steht ein Backofen, der mehrmals im Sommer benutzt wird. Hinter dem Haupthaus steht ein Stadel mit Stall, der 1618 erbaut und von Oberried hierher transloziert wurde. Das Ensemble wird von einem Pfostenspeicher von etwa 1500 ergänzt. Diese Speicher standen immer abseits der Hofanlage, um im Brandfall nicht die wichtigsten Lebensmittel zu gefährden.

## Gedächtnisspeicher Ötztal

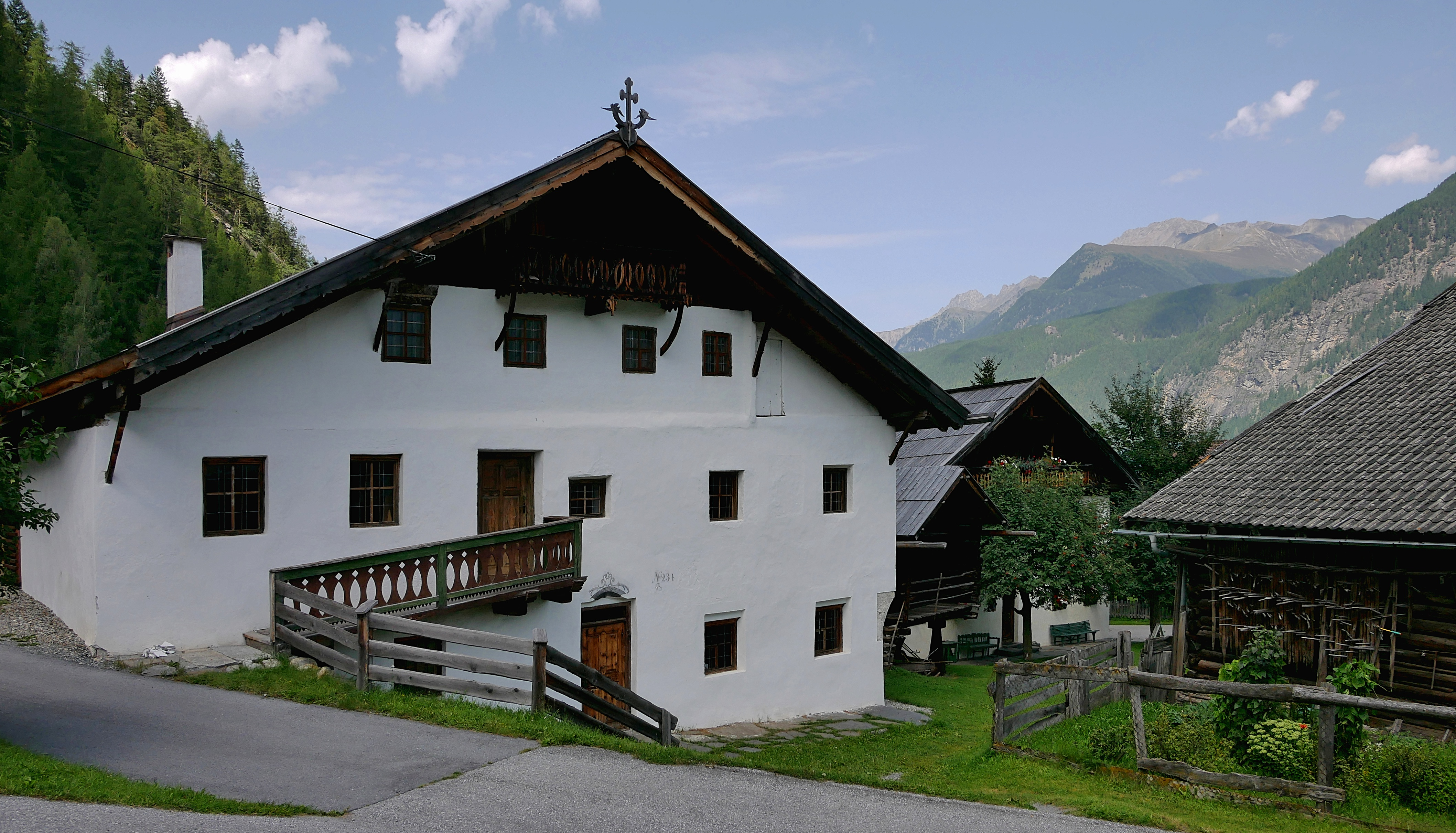
Schmiedlas Haus

Das direkt oberhalb des Hauptgebäudes stehende Schmiedlas Haus wurde 2005 vom Ötztaler Heimatverein für das Museum erworben und anschließend saniert. Dabei wurden gotische Elemente gefunden und ein unerwartet hohes Alter des Hauses festgestellt. Es hilft heute als Gedächtnisspeicher Ötztal das geistige und kulturelle Erbe des Ötztals zu bewahren. Ziel des Projekts ist dabei auch eine reich gefüllte benutzerfreundliche Datenbank, die auf alle Suchmöglichkeiten Antwort gibt. Das Projekt befindet sich derzeit (2017) im Aufbau und die derzeitige Hauptaufgabe liegt in der Aufarbeitung der vorhandenen Bestände.

## Technik

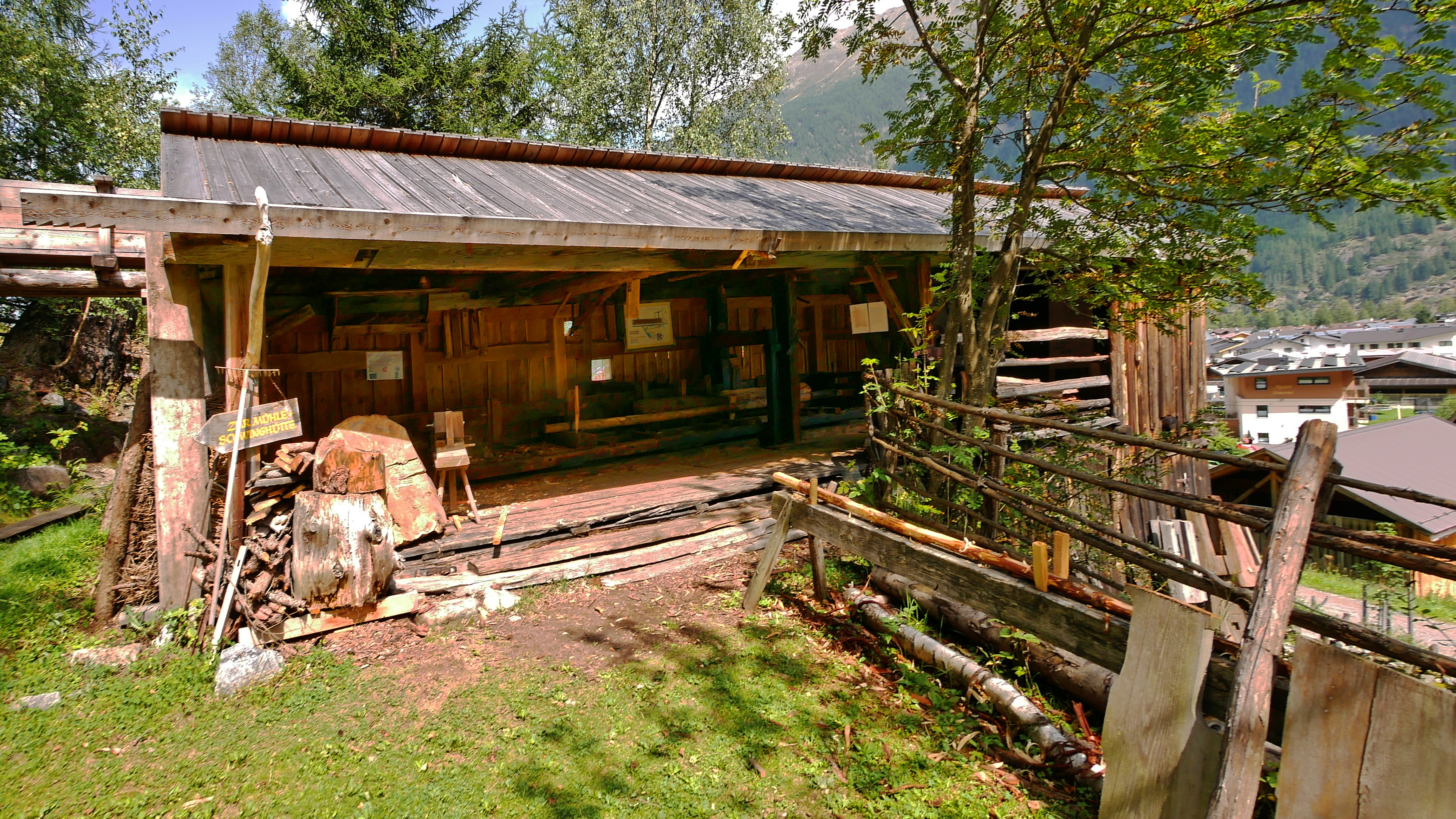
Säge

Am Lehnbach liegt unterhalb von dessen Wasserfall und oberhalb des Museumskomplexes befindet sich ein Bereich mit Sägen, Mühlen und Einrichtungen zur Flachsverarbeitung.
Das unterste Gebäude ist im Prinzip eine Venzianersäge. Sie steht seit 1827 am Lehnbach, stand vorher aber möglicherweise auf der anderen Talseite. Das neben der Säge stehende Blockhaus war bis 1965 bewohnt und vermittelt einen Eindruck unter welch ärmlichen Verhältnissen ein Teil der Talbewohner lebte.

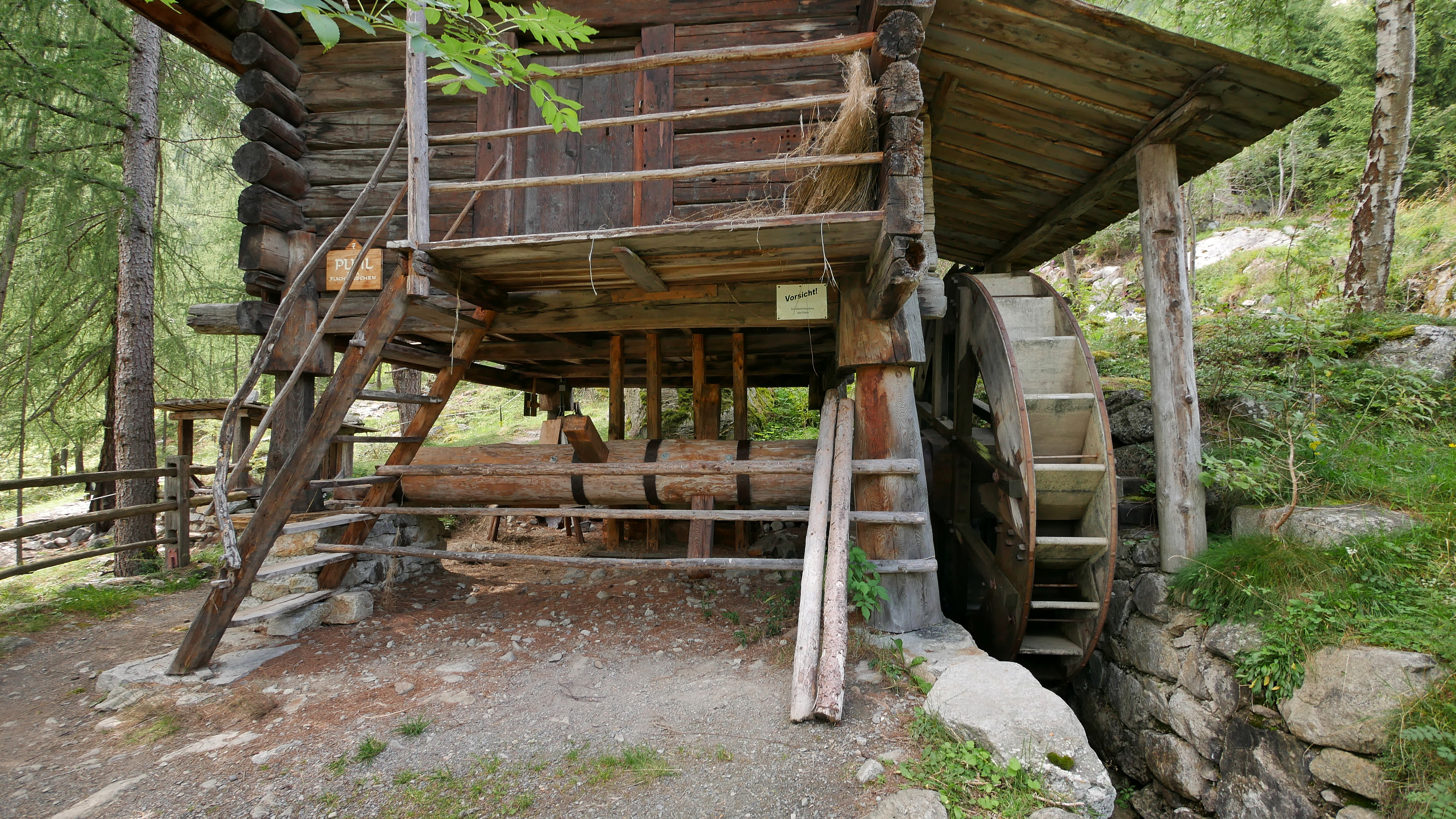
Pluil (Flachsbreche)

Das nächste Gebäude, die Pluil, ist eine mechanisierte aus Unterried hierher gebrachte Flachsbreche. Den nächsten Schritt der Flachsverarbeitung zeigt die Schwinghütte. Dass mit Wasserkraft und nicht manuell geschwungen wurde, ist eine Rarität und die Schwinghütte auch die letzte ihrer Art im Ötztal. Zwischen diesen beiden Gebäuden steht noch eine Getreidemühle von etwa 1700 aus Zwieselstein bei Sölden.